# ويليام أبركرومبي
ويليام أبركرومبي (بالإنجليزية: William Abercrombie)‏ هو ضابط أمريكي، ولد في 24 يوليو 1914 في ميدفورد في الولايات المتحدة، وتوفي في 4 يونيو 1942.